# Wisigarda de Lombardía
Wisigarda de Lombardía (510-540) o Wisigardis fue una reina franca del siglo VI.
La vida de Wisigarda es ligeramente mencionada por Gregorio de Tours en su Historia Francorum. Ella era hija de Wacón, rey de los lombardos, y creció en la región media del Danubio. Después de un anormalmente largo período de compromiso que duró siete años, Wisigarda se casó con Teodeberto I, rey merovingio de Austrasia. Alrededor del año 531, Teodorico I, padre de Teodeberto, había organizado el compromiso por razones políticas. Pero, debido a un matrimonio que Teodeberto mantuvo con una mujer romana llamada Deuteria, el compromiso con Wisigarda se rompió. Nuevamente por razones políticas, Teodeberto abandonó a Deuteria y, finalmente, se casó con Wisigarda entre los años 537 y 538. Poco después de su boda, ella falleció.

## Sepultura en la catedral de Colonia
En el año 1959, una tumba muy ricamente adornada de una mujer franca fue descubierta por Otto Doppelfeld en la catedral de Colonia. La mujer había sido enterrada con valiosas joyas y con un traje tradicional que la identificaba como una princesa lombarda. Basándose en la datación y la decoración de la tumba, Doppelfeld, entonces director del Museo Romano-Germánico, identificó a la mujer muerta como Wisigarda. Sin embargo, la interpretación no está probada por una inscripción u otras fuentes.